# 口袋公园

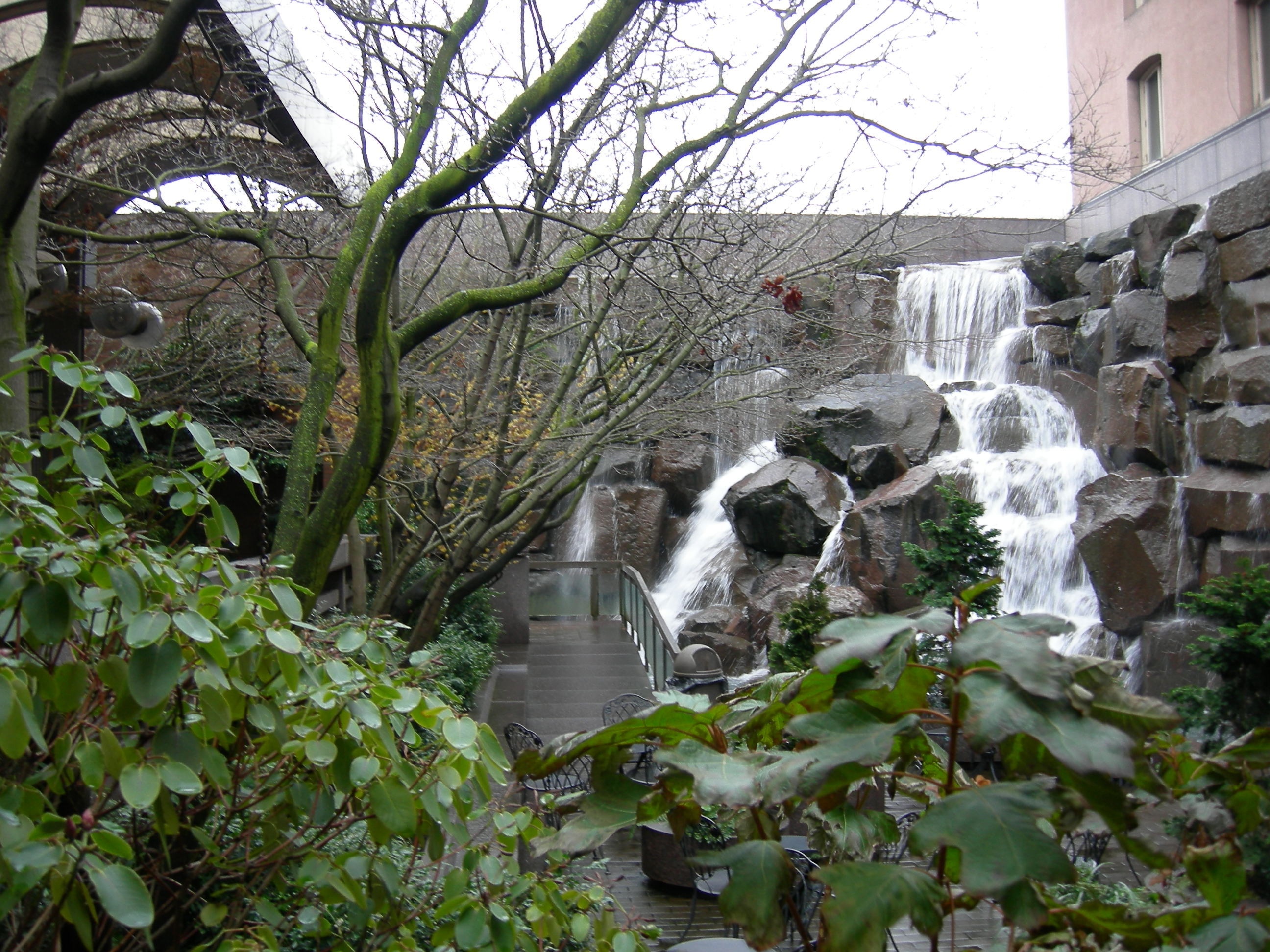
西雅图拓荒者广场瀑布花园公园

口袋公园（也称为迷你公园或袖珍公园）是面向公众开放的小型公园。虽然口袋公园的位置、元素和用途差异很大，但其共同定义特征是它的小尺寸。在西方，通常一个袖珍公园占据一到三个市政地号，面积小于一英亩。
口袋公园并不限于城市、郊区或农村，但它们通常出现在人口密集的城市地区，那里的土地非常昂贵，发展更大的城市公园的空间有限。它们经常出现在不规则的小块公共或私人土地上，例如空置的建筑地段、棕地、铁路旁、公用事业线路下方或停车位。
口袋公园可以创造出新的公共空间，而无需进行大规模的再开发。在市中心地区，口袋公园通常是城市更新工作的一部分，将未充分利用或衰退的空间转变为充满活力的社区资产。它们也可以作为大型建筑项目的公共空间需求的组成部分而创建。
口袋公园可以作为城市地区活动和兴趣的焦点。常见元素包括长凳、桌子、喷泉、游乐场、纪念碑、历史标志、艺术装置、烧烤炉、花坛、花园或篮球场。尽管对于许多需要空间的体育活动来说它们通常太小，但口袋公园为社区提供了绿色植物和休息的地方，以及城市野生动物的生态立足点。

## 历史

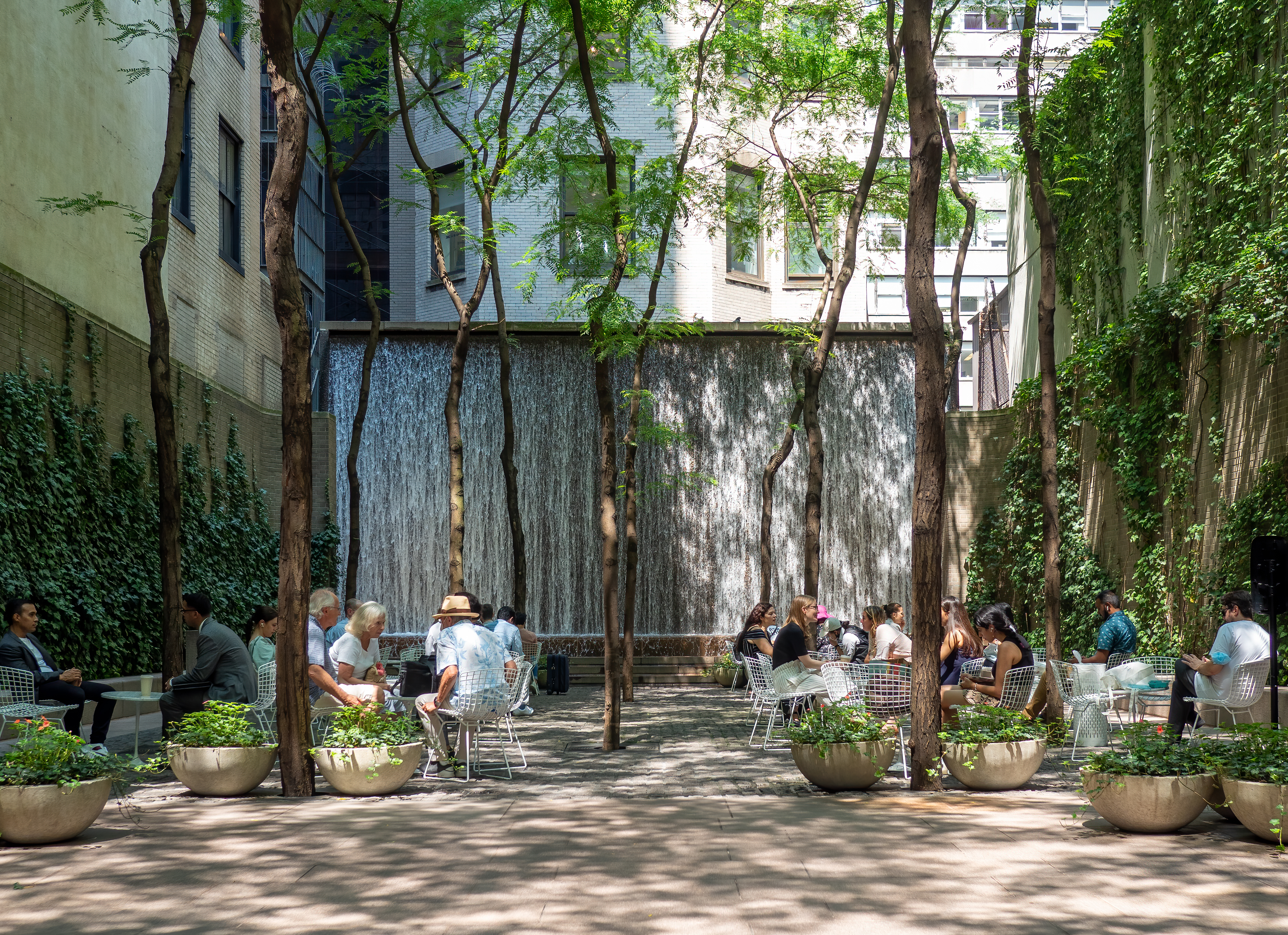
纽约市曼哈顿中城的佩利公园于1967年开放，是美国最早的口袋公园和私拥公共空间之一。

第一个口袋公园出现在二战后的欧洲。随着城市开始从战争（例如轰炸）造成的大规模物理破坏中恢复过来，资本、劳动力和建筑材料的限制需要廉价、简单和简约的解决方案来恢复城市景观。这些限制促进了将严重受损的场地转变为小型公园，这与社区最初的和平时期身份相呼应。
到1950年代，美国的第一个口袋公园出现了，在欧洲小型公园的基础上有所改变。受城市空间改造的启发，景观设计师兼教授卡尔·林恩提议将巴尔的摩、费城和华盛顿特区的空地改造成社区公共空间。这些小型城市空间作为低成本干预措施，可提高密集城市社区聚会空间和娱乐设施的数量和质量。
1964年，小惠特尼·西摩在担任纽约公园协会主席期间倡导在纽约建立口袋公园。国会议员约翰·林赛在1965年竞选纽约市市长时支持创建口袋公园，而佩利公园是首屈一指的私有公共空间和口袋公园的杰出典范，于1967年在他担任市长期间开放。
在美国，最早资助和组织创建口袋公园的市政计划之一发生在费城。1967年，一项价值32万美元的城市美化运动鼓励社区团体识别和提名废弃的地块，以发展成为口袋公园。经批准后，市政府向居民提供技术知识和财政支持，他们将与市政府官员合作，设计、建造和维护新的公园。从一开始这些口袋公园就深受市政工作人员和居民的欢迎。时至今日，费城市仍管理着150多个社区公园。

## 开发设计

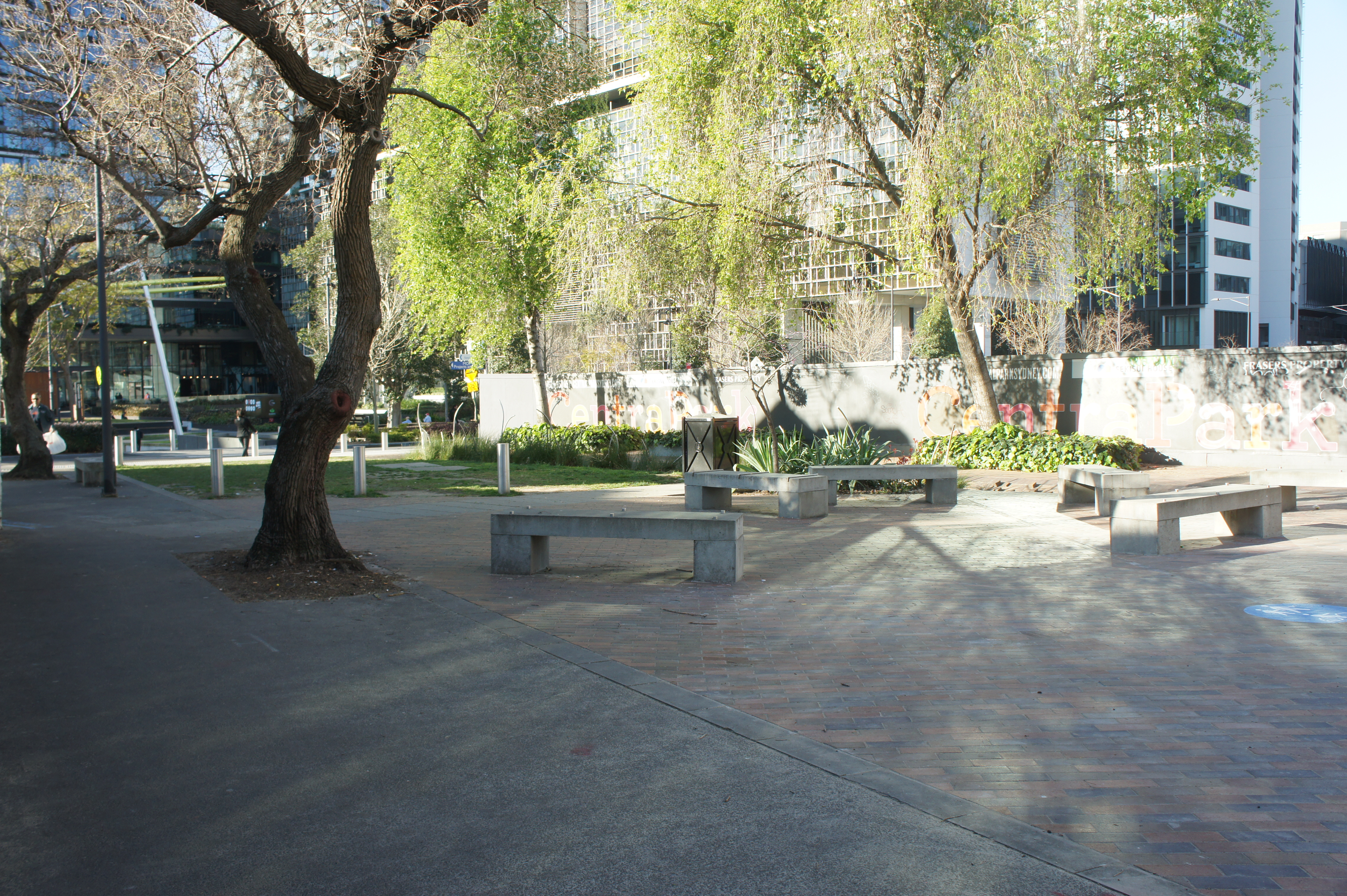
澳大利亚悉尼的巴尔弗街公园，从小块未使用的公共土地上创建。

口袋公园通常在小型、孤立、形状不规则且受到物理损坏的地块上开发。由于这些地块可能不利于商业发展，它们所在的土地往往相对便宜，将被忽视的地块改造成公共或绿地可能是重建的唯一可行机会。因此，口袋公园的建设往往是环境的机会主义产物，而不是通过深思熟虑的总体规划。
由于规模较小，口袋公园通常为超本地化人口服务，而公园形式和功能的有限与这些当地社区的需求密切相关。
因此，口袋公园的发展通常需要社区成员、景观设计师、市政官员和当地机构（如企业或学校）之间的广泛参与和合作。
与较大的公园不同，袖珍公园有时会在不使用时被设计成围栏和上锁。

## 社区影响

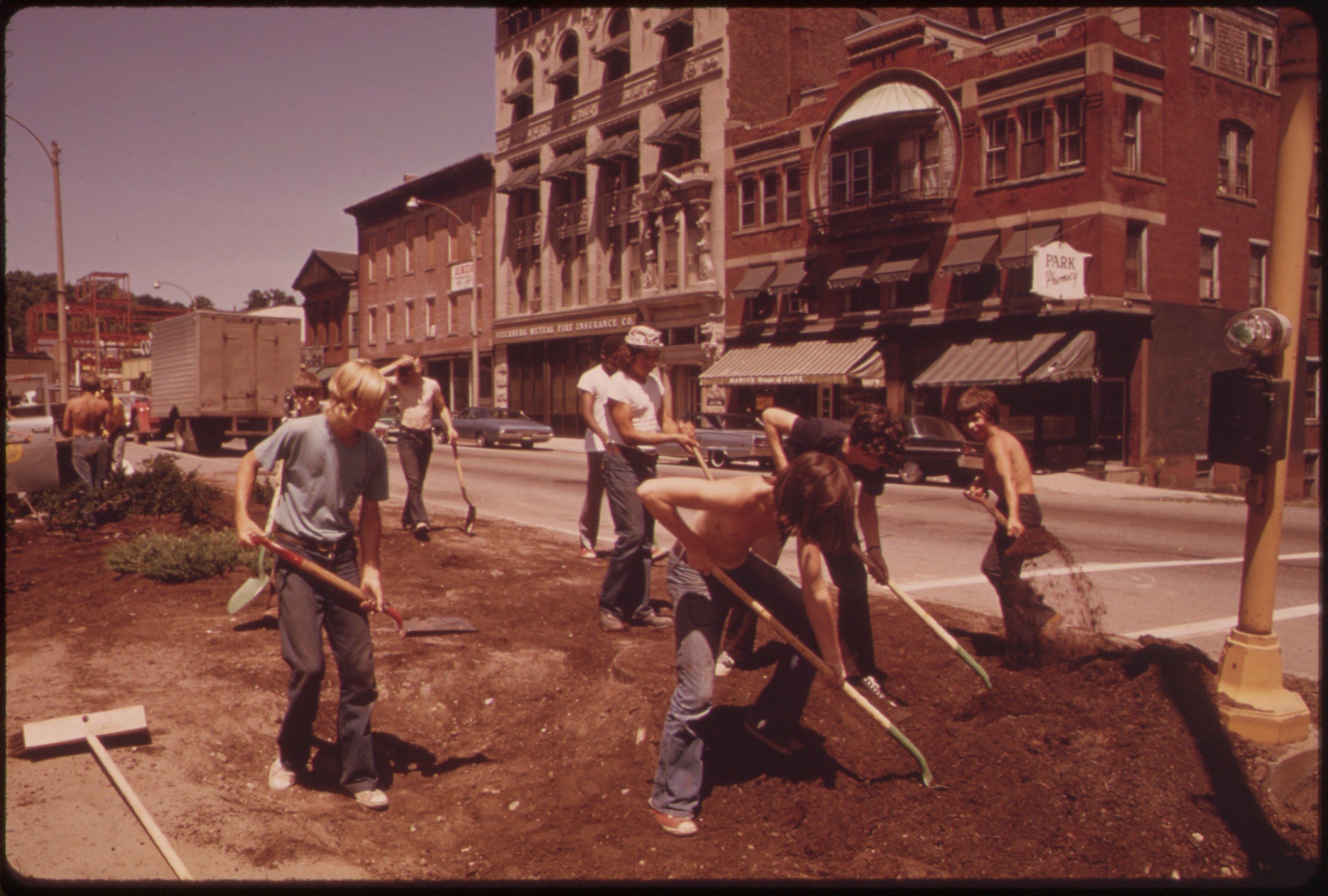
青年机会团的一个特遣队在马萨诸塞州菲奇堡的一条主要街道上建造了一个口袋公园。口袋公园的创建可以促进公民参与和统一的社区认同感。

尽管占地面积小，口袋公园可以显著提高周边社区的生活质量。
口袋公园可以防止密集社区的过度开发，并通过提供树荫、安静和隐私的岛屿来改变建筑环境的形式，不然这些在城市地区可能很难找到。维护良好的口袋公园可以阻止城市忽视的视觉迹象，阻止发生在其他废弃地段的破坏行为。口袋公园的美化工作可以增加一个社区的审美吸引力，并为整个城市塑造一个独特的、积极的视觉形象。
口袋公园的建设鼓励公众参与和居民合作，从而对社区进行有意义的长期改善。反过来，这种社区参与可以促进社区自豪感，并使居民有能力处理更多的社区改善项目。
与单一的大型城市公园不同，许多口袋公园可以分布在一个社区中，而且多个口袋公园可以相隔很近。这种分布方式减少了公园和用户之间的距离和时间，增加了绿色城市空间的实用性和可及性，特别是对于难以长途旅行的用户，如儿童、老人或行动不便的人。这种近距离的接触也可以产生强烈的个人依恋和对地方认同的积极联想，特别是在包含口袋公园的社区中长大的儿童。
这些积极影响在低收入或少数族裔人口的社区被放大，那里的绿色空间可能稀缺，并且由于空间或财政限制，新开发的大型公园可能是不可行的。这些好处还特别提高了女性的城市生活质量，她们比男性更可能使用口袋公园。

### 经济影响
在南卡罗来纳州格林维尔进行的一项研究发现，“维护良好的中小型公园对邻近的房产价值有积极的影响。”尽管有可能抬高当地住房成本，但与大型城市公园相比，口袋公园不太可能促进环境高档化。

### 生态影响
口袋公园内的绿色景观和可渗透表面可以减轻城市热岛效应，有助于雨水管理，并有助于控制微气候。绿色植物还可以吸引和庇护城市野生动物，尤其是鸟类。然而，口袋公园通常是为人类使用而设计的，因此只能为非人类物种提供有限的生态效益。
建立当地的口袋公园可以减少对大型城市公园的压力，例如通过消除过度拥挤的现象。使用当地的口袋公园而不是较远的大型城市公园可以减少与汽车旅行有关的交通、污染和能源消耗，并且可以让更大的公园将更多的空间用于口袋公园所能提供的以外的用途，例如大型规模的自然栖息地。

### 公共健康和安全影响
口袋公园可以阻止不卫生和潜在的生物危害废物的堆积，促进对公共卫生的积极外部影响。
洛杉矶的一项研究得出结论，在低收入社区促进适度到剧烈的体育活动方面，口袋公园比现有的大型公园和操场更有效。这可能是由于步行的增加，因为居民的家和口袋公园之间的短距离鼓励他们步行进入户外公共空间。
口袋公园可以提高居民对公共安全的认识。宾夕法尼亚大学的一项研究认为，将空地改造成口袋公园可以降低犯罪率。在洛杉矶，对注册的性犯罪者住在公园附近有限制，当地官员规划了三个口袋公园，以将“不受欢迎的人”赶出特定区域。

## 世界范围

### 智利

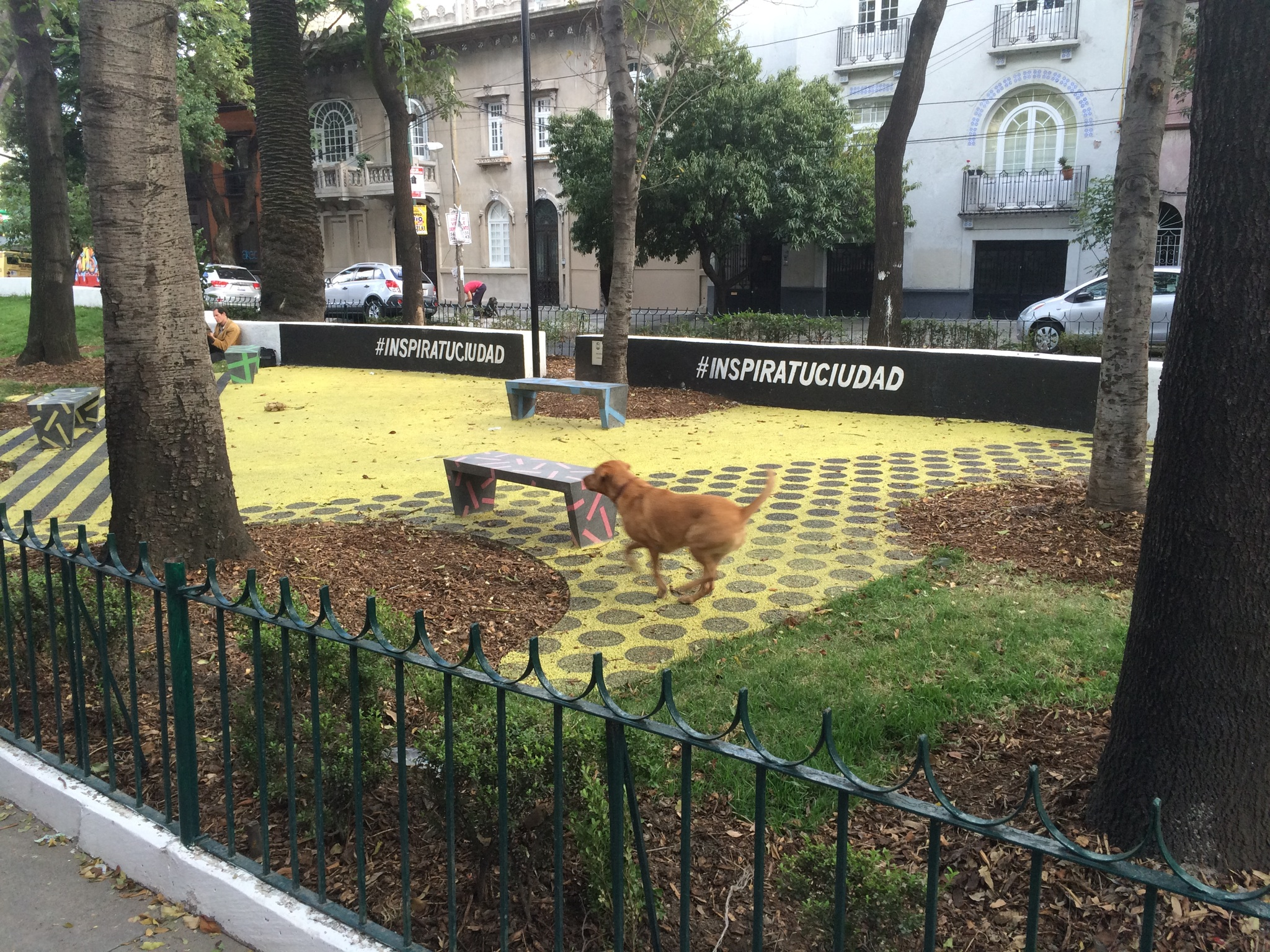
一条狗在墨西哥城的口袋公园玩耍

在智利圣地亚哥，第一个口袋公园是在莫朗德街的拉莫内达宫旁创建的。这是圣地亚哥公共基础设施部和地区政府建筑部的一项倡议。

### 墨西哥
在墨西哥城，有一个城市计划促进在空地和以前道路的交叉口上建立多达150个400平方米以下的口袋公园。

### 波兰
在克拉科夫，市政绿地管理委员会于2018年发起了一项倡议，以通过创建18个新的口袋公园来提高公共空间的质量和绿地的数量，这些公园效仿了纽约市的佩利公园和费城的约翰F.柯林斯公园。

### 英国
在英格兰，1984年的一个项目让当地社区参与小型地方公园的创建和管理，该项目在北安普敦郡培育了几个口袋公园，后来由乡村委员会发展成为千年绿地和门口绿地项目。

### 中国
截至2022年初，上海的口袋公园共计103座。北京口袋公园及小微绿地建设已有50处。

## 画廊
- 德国马尔堡的一个口袋公园有一条鹅卵石步行道、花坛和一个休息区。
- 在俄亥俄州哥伦布市，北极星创始人公园于2011年开放，拥有一个35英尺高的风雕塑。
- 阿肯色州特克萨卡纳的布罗德街公园占据了一条主要街道上两座商业建筑之间的一块地。
- "口袋农场 "是一个位于口袋公园的免费开放农场，由当地艺术家管理，用于举办生态艺术研讨会。它是日本大阪市住之江区北高谷创意村附近为数不多的城市花园中的一个。